# Golfo della Chatanga
Il golfo della Chatanga (in russo Хатангский залив?) è un golfo sito nel mare di Laptev, lungo la costa artica siberiana, a sud-est della penisola del Tajmyr, in Russia. Si trova quasi interamente nel territorio di Krasnojarsk e una piccola parte nella Sacha-Jacuzia
È lungo 220 km con una larghezza massima di 54 km. Il golfo è diviso in due stretti dall'isola di Bol'šoj Begičev: lo stretto settentrionale (13 km) e quello orientale (8 km); la profondità massima è di 29 metri. Nella parte centro-meridionale del golfo c'è la baia di Koževnikov (бухта Кожевникова). 
Le coste sono alte, scoscese e brulle. Le maree sono semidiurne e presentano un'escursione di 1,4 metri.
Nel golfo, che resta ghiacciato per la maggior parte dell'anno, sfociano i fiumi Chatanga (che dà il nome al golfo), il Popigaj e la Bol'šaja Balachnja.